# Angelika wśród piratów
Angelika wśród piratów (fr. Indomptable Angélique) – film kostiumowy z 1967 roku, adaptacja powieści Anne i Serge Golonów.

## Fabuła
Angelika płynąc królewską galerą poszukuje swojego pierwszego męża. Uciekając przed piratami wypada za burtę. Wyławia ją handlarz niewolników i gdy sprzedaje ją na targu, okazuje się, że kupcem jest Jeoffrey. Angelika zostaje ponownie porwana przez handlarza a hrabia de Peyrac rusza w pościg za ukochaną żoną.

## Obsada
- Michèle Mercier – Angélique de Plessis-Bellieres
- Roger Pigaut – handlarz niewolników
- Robert Hossein – Jeoffrey de Peyrac

## Dodatkowe informacje
- Kandia, jedno z ważniejszych miejsc akcji, nosi dziś zupełnie inną nazwę: Heraklion.